# ياسوشي سوجياما
ياسوشي سوجياما (باليابانية: 杉山寧؛ بالكانا: すぎやま やすし) هو رسام ياباني، ولد في 1909 في طوكيو (اليابان) في اليابان، وتوفي بنفس المكان في 1993.